# 綱領
綱領（こうりょう）とは、物事の要点をまとめた物や眼目を指す。

## 用法
物事の要点や指針をまとめたものを指し、この綱領を基準にして組織が運営されることが多い。とくに政党・政治団体においては政策の指針を決定付けるものである。
企業においては、倫理綱領などを設けて社内の安全性や法遵守の徹底を図る場合もあるが、綱領自体の拘束力・実効力はその企業に依る。

## 政党の綱領

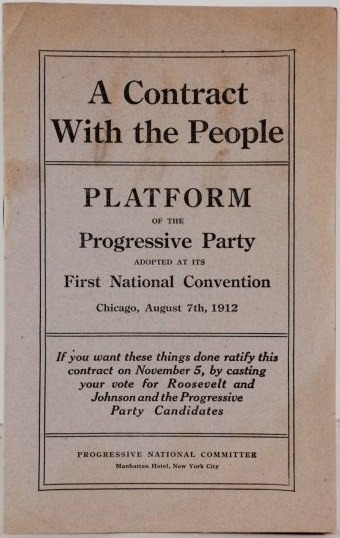
1912年のアメリカ進歩党の綱領。

政党の綱領は英語ではParty platformという語であり、中世フランス語のplate-formeを語源とする。